# Aulonocnemis crassecostata
Aulonocnemis crassecostata är en skalbaggsart som beskrevs av Leon Fairmaire 1886. Aulonocnemis crassecostata ingår i släktet Aulonocnemis och familjen Aulonocnemidae.

## Underarter
Arten delas in i följande underarter:
- A. c. moheliensis
- A. c. africana
- A. c. fairmairei